# The Border
Pour le film américain de 1982 intitulé The Border en version originale, voir Police frontière.
The Border, ou The Border : Haute Surveillance au Québec, est une série télévisée canadienne en 38 épisodes de 42 minutes créée par Peter Raymont, Lindalee Tracey, Janet MacLean et Jeremy Hole, et diffusée entre le 7 janvier 2008 et le 14 janvier 2010 sur le réseau CBC.
En France, la série est diffusée depuis le 16 mai 2008 sur Jimmy et rediffusée depuis le 14 juillet 2009 sur France 2 et depuis le 27 janvier 2013 sur Chérie 25 ; au Québec depuis le 4 septembre 2008 sur Séries+, et en Belgique sur RTL-TVI.

## Synopsis
Cette série se déroule à Toronto dans un monde marqué par les attentats du 11 septembre 2001. 
On suit les membres de l'unité d'élite du Service canadien de l'immigration et des douanes (SCID), dirigé par le major Mike Kessler. Cet organe du gouvernement canadien a le mandat de veiller à la sécurité nationale du Canada et de surveiller les frontières contre le terrorisme et la contrebande. 
Le scénario change à chaque épisode dans le but d'aborder des thématiques différentes.

## Distribution

### Acteurs principaux
- James McGowan (VF : Hervé Jolly) : Mike Kessler
- Graham Abbey (en) (VF : Antoine Nouel) : Gray Jackson
- Catherine Disher (VF : Dolly Vanden) : Maggie Norton
- Mark Wilson (VF : Bruno Rozenker) : Al Lepinsky
- Jim Codrington (VF : Frédéric Norbert) : Darnell Williams
- Jonas Chernick (en) (VF : Philippe Bozo) : Heironymous Slade
- Nazneen Contractor (VF : Frédérique Marlot) : Layla Hourani (saisons 1 et 2)
- Athena Karkanis : Agent Khalida « Khali » Massi (saison 3)

### Acteurs récurrents
- Ted Atherton (en) (VF : David Krüger) : Holland (16 épisodes)
- Nigel Bennett (VF : Jean-Claude Sachot) : Andrew Mannering (16 épisodes)
- Sarah Gadon (VF : Olivia Luccioni) : Zoe Kessler (14 épisodes)
- Sofia Milos (VF : Ivana Coppola) : Bianca LaGarda (13 épisodes)
- Debra McCabe (VF : Monique Nevers) : Yvone Castle (10 épisodes)
- Alberta Watson (VF : Marie Lenoir) : Suzanne Fleischer (saisons 1 et 2, 10 épisodes)
- Sarah Podemski (VF : Marianne Leroux) : Sally Doctor (saison 1, 5 épisodes)
- Grace Park (VF : Sylvia Conti) : Liz Carver (saisons 2 et 3, 12 épisodes)
- Daisy Beaumont : Charlotte Bates (saisons 2 et 3, 9 épisodes)
- Nicholas Campbell : Dougie Jackson (saison 2, 6 épisodes)
- Julie Stewart (en) (VF : Catherine Davenier) : Terri Knight-Kessler (saison 3, 7 épisodes)
- Nina Dobrev : Maia (saison 1 épisode 13 + saison 2 épisode 7)

 Source et légende : version française (VF) sur RS Doublage

## Épisodes

### Première saison (2008)
1. Une question de responsabilités (Pockets of Vulnerability)
2. Enquête chez les Mohawks (Gray Zone)
3. Lourdes pertes (Bodies on the Ground)
4. Le Convoi infernal (Gross Deceptions)
5. Les Poupées russes (Compromising Positions)
6. Trafic d'organe (Physical Assets)
7. Enfants soldats (Family Values)
8. Peur sur la ville (Enemy Contact)
9. Clandestins (Restricted Access)
10. La Cible (Normalizing Relations)
11. La Fuite (Civil Disobedience)
12. La Boîte de Skinner (Grave Concern)
13. Fantôme du passé (Blowback)

### Deuxième saison (2008)
1. À corps défendant (Stop Loss)
2. Erreur sur la cible (Target of Opportunity)
3. Les Fleurs du mal (Floral Tribute)
4. Rien à déclarer (Nothing to Declare)
5. Du rififi chez les rois du pétrole (Peak Oil)
6. Mort sur ordonnance (Prescriptive Measures)
7. Liberté de religion (Articles of Faith)
8. Coup de filet (The Sweep)
9. Retour à Kandahar (Good Intentions)
10. Les Diamants de sang (Double Dating)
11. Une opération à risques (Acceptable Risk)
12. Eaux troubles (Shifting Waters)
13. Quand tout s'écroule (Going Dark)

### Troisième saison (2009-2010)
1. L'ICS en question (The Dead)
2. Brisé (Broken)
3. Détournement de fonds (Killer Debt)
4. Haine métal (Hate Metal)
5. Mission à Kaboul (Missing in Action)
6. Made in China (Kiss and Cry)
7. Mariage gris (Bride Price)
8. Voyage en enfer (Dark Ride)
9. Le bouddha volé (Dying Art)
10. Le seigneur de la guerre (Spoils of War)
11. Visite présidentielle (Credible Threat)
12. Pris au piège (No Refuge)

## Personnages
- Mike Kessler : Père d'une fille qui étudie à l'université, il est le chef de l'unité torontoise de la Sécurité de l'Immigration et des Douanes (SID). C'est un ancien membre de la Deuxième Force opérationnelle interarmées, les troupes d'élite de l'armée canadienne, et a servi en Bosnie. Il s'en veut de ne pas avoir réussi à prévenir le massacre de musulmans par un chef de guerre serbe, financé et armé par Andrew Mannering, le chef du Service canadien du renseignement de sécurité (SCRS). Depuis ce jour, il se méfie de Mannering.

- Bianca LaGarda : Ayant eu un père castriste, elle a fui Cuba avec sa mère à bord d'un petit bateau après l'assassinat de son père. Elle est fortement convaincue que les États-Unis représentent l'ultime terre d'opportunités. Avant de travailler pour le département américain de la Sécurité intérieure, elle était agent du FBI. Elle est envoyée au Canada pour enquêter sur les menaces à la frontière américaine. Son patriotisme exacerbé et sa promotion des méthodes fortes sans compromis créent un antagonisme entre elle et Kessler.

- Gray Jackson : Le sergent Jackson est un coureur de jupons, un joueur compulsif et un homme d'action qui aime se fier à son instinct. Il a grandi dans une famille d'adoption et quitté son foyer à l'âge de seize ans. Bien qu'il soit une légende au sein du SID pour avoir arrêté à lui seul six motards, trafiquants de drogue, avec du poivre de Cayenne, Gray laisse derrière lui des maîtresses en colère et un mariage qui n'a pas fonctionné. Finalement, Gray ne se sent vivant que lorsqu'il est dans le feu de l'action.

- Layla Hourani : Elle est la seule musulmane au sein de l'unité torontoise du SID. Avant d'y être transférée, elle était agent de la Gendarmerie royale du Canada (GRC), la police fédérale canadienne. En plus de parler l'ourdou, qui est sa langue maternelle, elle a fait des études universitaires avancées en langues du Moyen-Orient. Elle a l'impression d'avoir gravi les échelons des forces de l'ordre parce que les locuteurs arabophones (comme elle) sont très demandés dans le combat contre le terrorisme islamiste.

- Heironymous Slade : Il est l'expert en informatique du SID ; ses aptitudes relationnelles sont très limitées.

- Maggie Norton : Ancienne militaire, elle est spécialisée dans le maniement des armes et les techniques d'interrogatoire. De plus, elle est officiellement l'adjointe de Mike Kessler. Bien que recrutée par le SID du Ministère du Revenu, elle a fait la connaissance de Kessler pour la première fois à Gander (Terre-Neuve) dans une base militaire.

- Al « Moose » Lepinsky : Ancien policier de la ville de Toronto, Lepinsky est le policier ayant à son actif le plus d'enquêtes résolues au sein de l'Unité des fugitifs. Il cumule les fonctions d'enquêteur et d'agent de liaison entre la police de Toronto et le SID.

- Darnell Williams : Grand Noir un peu réservé, Darnell est un ancien agent du Service canadien de renseignement et de sécurité (SCRS). Il possède une connaissance encyclopédique des réseaux criminels et terroristes, et un doctorat en relations internationales. Avant d'arriver dans l'équipe du SID, il était opérait pour le SCRS en Afrique. Cependant, ce sont les tentatives du SCRS pour s'ingérer dans la politique africaine qui l'ont amené au SID. Ses ancêtres étaient des Loyalistes noirs émancipés venus au Canada après la guerre d'indépendance des États-Unis.

## Distinctions

### Nominations
- Festival de télévision de Monte-Carlo de 2008 : 
  - Nomination pour la meilleure télésérie dramatique
  - Nomination pour le meilleur acteur pour James McGowan
  - Nomination pour la meilleure actrice pour Sofia Milos
- Prix Gemini de 2008 :
  - Nomination pour la meilleure télésérie dramatique
  - Nomination pour la meilleure réalisation dans une télésérie dramatique pour John Fawcett dans l'épisode Blowback
  - Nomination pour le meilleur montage dans une télésérie dramatique pour Christopher Donaldson dans l'épisode Grave Concern
  - Nomination pour les meilleurs effets sonores dans une télésérie dramatique pour Herwig Gayer, Stefan Fraticelli, Alastair Gray, Rich Harkness, Steve Payne et Ian Rodness dans l'épisode Family Values
  - Nomination pour la meilleure trame sonore pour une télésérie dramatique pour Mark Korven dans l'épisode Enemy Contact
  - Nomination pour la meilleure interprétation dramatique masculine pour James McGowan dans l'épisode Blowback

## Commentaires
- Originellement conçue pour être un téléfilm, The Border est devenue une série télévisée.
- La première saison a bénéficié d'un budget de 18 millions de dollars[2].